# The Piece Maker
The Piece Maker è il primo album in studio del rapper statunitense Tony Touch, pubblicato il 18 aprile 2000 dalla Tommy Boy Records e Warner Records.

## Tracce
1. Toca's Intro (feat. Baby Touch, Bonz Malone e Pedro Albizu Campos) – 2:52
2. The Piece Maker (feat. Gang Starr) – 2:43
3. Set It on Fire (feat. Flipmode Squad) – 4:24
4. U Know the Rules (Mi Vida Loca) (feat. Cypress Hill) – 3:52
5. The Abduction (feat. Wu-Tang Clan) – 3:46
6. Likwit Rhyming (feat. Tash, Defari e Xzibit) – 3:12
7. Royce the 5'9 (feat. Royce da 5′9″) – 1:01
8. The Return of the Diaz Bros. (feat. Doo Wop and Pain in da Ass) – 3:25
9. No, No, No (feat. Heltah Skeltah e Starang Wondah) – 4:21
10. I Wonder Why? (He's the Greatest DJ) (feat. Total) – 4:03
11. Basics (feat. Prodigy) – 2:59
12. Pit Fight (feat. Greg Nice e Psycho Les) – 4:07
13. What's That? (Que Eso?) (feat. De La Soul and Mos Def) – 4:14
14. The Club (feat. Diggin' in the Crates Crew, Kid Capri e Party Arty) – 4:09
15. Cormega (feat. Cormega) (Skit) – 1:56
16. The Foundation (feat. Big Pun, Reif-Hustle and Sunkiss) – 3:52
17. Get Back (feat. Proof, Eminem e Bizarre) – 3:38
18. Adolf "8-Off" Agaha (feat. 8-Off) – 2:02
19. Class of 87 (feat. Big Daddy Kane, KRS-One e Kool G Rap) – 3:29
20. P.R. All-Stars (feat. Don Chezina, Daddy Yankee, Ivy Queen, Mexicano 777 e Rey Pirin) – 5:14
21. Borinquen Outro (feat. Nixiwei e Waribonex) – 0:45

## Classifiche
| Classifica (2000) | Posizione massima |
| ----------------- | ----------------- |
| Stati Uniti       | 57                |